# Czerna (powiat głogowski)

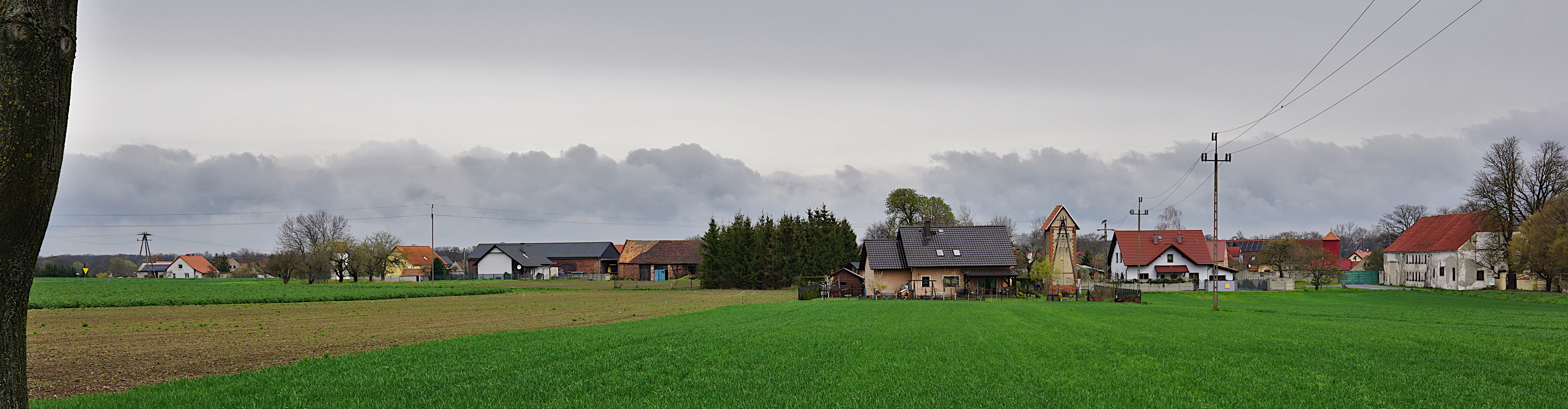
Czerna

Czerna (niem. Alteichen) – wieś w Polsce położona w województwie dolnośląskim, w powiecie głogowskim, w gminie Żukowice, na lewym brzegu rzeki Odry.
We wsi znajduje się przystanek kolejowy Czerna. Przystanek jest oddalony od wsi o około 1 km, zabudowania w pobliżu przystanku są nieoficjalnie nazywane Czerna PKP.
W latach 1975–1998 miejscowość należała administracyjnie do województwa legnickiego.

## Historia
Czerna, dawniej Mała Czarna (niem. Alteichen, dawniej: Klein-Tschirne, 1308 r. – Schyrnino; 1310 r. – Scirnyna; 1325 r. – Czermina; 1376 r. – Cschirna). Czerna jest miejscowością, którą wymieniano już w najstarszych źródłach pisanych dotyczących Ziemi Głogowskiej. Przy podziale księstwa, jak zapisano w dokumencie z 1360 r., znalazła się w części książęcej. Wzmianki o niej pochodzą także z 1376 r. W drugiej połowie XV wieku (1485 r.) Czerna stała się własnością Melchiora von Glaubitza. Od niego właśnie datuje się główna gałąź linii rodowej. Z jego rodziny pochodzili kolejni spadkobiercy wsi do czasu, gdy trafiła ona w ręce Rechenbergów, a następnie von Stosch z Czernicy, znowu Rechenbergów i znowu von Stosch. Ci ostatni wpisali się na trwale w historię Ziemi Głogowskiej między innymi ze względu na przekonania religijne. W 1758 r. z ich inicjatywy wybudowano we wsi zbór luterański. Budowla dotrwała do lat 50. XX w. i została rozebrana. Od końca XVIII do połowy XIX wieku Czerna była sprzedawana i kupowana kilka razy. Stała się wreszcie własnością baronów Budenbrock, a później (do 1945 r.) rodziny von Frische.

## Sport
W Czernej istnieje jedyna drużyna piłkarska w gminie Żukowice o nazwie LZS Orzeł Czerna. Drużyna ta gra obecnie w A klasie okręgu Legnickiego (grupa I).

## Zabytki
Do wojewódzkiego rejestru zabytków wpisane są obiekty:
- plebania, obecnie dom mieszkalny nr 9, z początku XIX w.
- zespół pałacowo-parkowy z XVI-XIX w.:
- pałac-zamek z około 1558 r., pierwotnie renesansowy, przebudowany w stylu barokowym w 1725 r., rozbudowany w wieku XIX, z pięknym portalem ozdobionym herbami pierwotnych właścicieli. Pałac jest obecnie prywatną własnością;
  - dwór, obecnie biura (na folwarku), z XIX w.
  - spichrz (na folwarku), XIX w.
  - park krajobrazowy w stylu angielskim w pobliżu rzeki Odry.

## Demografia
Liczba mieszkańców miejscowości w poszczególnych latach:
| Rok  | Ilość mieszkańców |
| ---- | ----------------- |
| 1998 | 254               |
| 2002 | 242               |
| 2009 | 252               |
| 2011 | 250               |
| 2021 | 250               |